# Anne Bernet
Pour les articles homonymes, voir Bernet.
Anne Bernet, née le 26 juillet 1962 à Paris, est une biographe, romancière et essayiste française, de la mouvance du catholicisme traditionaliste.
Elle a notamment écrit un roman historique (les mémoires de Ponce Pilate) et de nombreux essais historiques.

## Biographie
Anne Bernet est attachée à la contre-révolution en France depuis son enfance par une tradition familiale qu'elle expose dans les remerciements de son livre consacré à Charette, elle a travaillé pour plusieurs publications d'extrême droite Minute, Aspects de la France (ex-Action française), et écrit dans Historia.
En 1985, elle sort chez l'éditeur d'extrême-droite Société d'études et de relations publiques, un premier disque intitulé Chansons pour les chouans, suivi en 1989 par Le Printemps capétien,.
Elle publie son premier livre en 1993 : Les Grandes heures de la chouannerie, où elle réhabilite l'insurrection royaliste de Vendée, qui éclata peu après la Révolution française (en 1793). Les livres qu'elle fait paraître par la suite, comme Martin de Tours, La Vie cachée de Catherine Labouré, Les Chrétiens dans l'Empire romain, Jérôme Lejeune, Clotilde, reine de France ou Mémoires de Ponce Pilate sont empreints d'un catholicisme traditionnel, voire royaliste pour certains d'entre eux. Elle a publié une dizaine de livres chez Perrin. Dépourvus d'appareil critique et de sources, ces ouvrages ne s'appuient donc pas sur des travaux historiques, et ne permettent pas de distinguer les connaissances historiques de la fiction, ce qui en fait des romans d'histoire-fiction,.
Elle est nommée en 2013 « postulatrice » de la cause en béatification de l'abbé Michel Guérin, curé de Pontmain, témoin (non voyant) d'apparitions reconnues par l'Église. À ce titre, elle coordonne les recherches sur la vie de l'abbé Guérin.
En 2015, elle participe à l'émission Secrets d'Histoire consacrée à Madame de Sévigné, intitulée La marquise de Sévigné, l'esprit du Grand Siècle, diffusée le 18 août 2015 sur France 2.

## Publications

### Thèmes divers
- Madame de Sévigné : mère passion, Éditions Perrin, Paris, 1996, 394 p.,  (ISBN 2-262-01048-X). Prix Gabrielle-d'Estrées
- Enquêtes sur les anges, Éditions Perrin, Paris, 1997, 320 p.,  (ISBN 2-262-01140-0).
- Sainte Clotilde : marraine de la France, Éditions du Rocher, coll. « Régine Pernoud », Monaco et Paris, 143 p.,  (ISBN 2-268-02529-2).
- Mémoires de Ponce Pilate, Éditions Plon, Paris, 1998, 323 p.,  (ISBN 2-259-18886-9).
- Brutus, assassin par idéal, Éditions Perrin, Paris, 2000, 414 p.,  (ISBN 2-262-01614-3).
- Les Gladiateurs, Éditions Perrin, Paris, 2002, 369 p.-8 p. de planches illustrées,  (ISBN 2-262-01781-6).
- Jérôme Lejeune, Presses de la Renaissance, Paris, 2004, 509 p.-16 p. de planches illustrées,  (ISBN 2-7509-0029-8). Article en ligne
- Madame Élisabeth : Sœur de Louis XVI, Éditions Tallandier, Paris, 2013, 480 p.,  (ISBN 979-1021000858)[10]
- Père Jérôme : Un moine au croisement des temps, Éditions du Cerf, Paris, 2015, 598 p.,  (ISBN 978-2204101479)
- Le cardinal Thuan, un évêque face au communisme, Tallandier, 2018, 544 p.

### Christianisme
- Les Chrétiens dans l'Empire romain : Des persécutions à la conversion, Ier – IVe siècle, Éditions Perrin, Paris, 2003, 582 p.,  (ISBN 2-262-01860-X).
- Les Chrétientés d'Afrique : Des origines à la conquête arabe, Éditions de Paris, Paris, 2006, 441 p.,  (ISBN 978-2-85162-191-7).
- La simplicité et la grâce : Michel Guérin, le petit curé de Pontmain, Paris, Artège, 2022, 640 p. (ISBN 9791033611981).

### Chouannerie
- Les Grandes Heures de la chouannerie, Éditions Perrin, Paris, 1993, 375 p.,  (ISBN 2-262-00909-0).
- François-Athanase Charette, Lyon, Lugd., 1995, 96 p., 21 ill. (Collection « Hommes et régions »)  (ISBN 978-2-910-97911-9)[11].
- Histoire générale de la chouannerie, Éditions Perrin, Paris, 2000, 655 p.-16 p. de planches illustrées,  (ISBN 2-262-01281-4). (Grand Prix catholique de littérature 2001)[12].
- Monsieur de Charette, le roi de Vendée, Éditions du Python, Saint-Quentin-sur-Indrois, 2000, 108 p.,  (ISBN 2-911020-13-8).
- Charette, Éditions Perrin, Paris, 2005, 484 p.,  (ISBN 2-262-01997-5)[1].
- Histoire générale de la chouannerie, Perrin, 2016, 684 pages.  (ISBN 978-2-262-06518-8)
- Charette (édition revue et augmentée), Éditions Perrin, Paris, 2023, 592 p.  (ISBN 978-2-262-10505-1)

### Saints, aux éditions Perrin
- Bernadette Soubirous : la Guerrière désarmée, Éditions Perrin, Paris, 1994, 382 p.-8 p. de planches illustrées,  (ISBN 2-262-01009-9). – Réédition : Perrin, coll. « Tempus » no 195, Paris, 2007, 382 p.,  (ISBN 978-2-262-02780-3).
- La Vie cachée de Catherine Labouré : Le monde entier la connaissait, mais personne ne savait son nom, Éditions Perrin, Paris, 2001, 380 p.,  (ISBN 2-262-01709-3).

Saints et Histoire sainte, aux éditions Clovis
- Clovis et le baptême de la France, Éditions Clovis, Bitche, 1995, 327 p.,  (ISBN 2-903122-73-3).
- Saint Martin : L'apôtre des Gaules, Éditions Clovis, Étampes, 1997, 349 p.,  (ISBN 2-903122-86-5).
- Saint Ambroise, Éditions Clovis, Étampes, 1999, 440 p.,  (ISBN 2-912642-14-0)[7].
- Saint Jérôme, Éditions Clovis, Étampes, 2002, 550 p.,  (ISBN 2-912642-76-0). Prix Renaissance des lettres 2003[13],[14].
- Saint Grégoire le Grand, Éditions Clovis, Étampes, 2004, 487 p.,  (ISBN 2-912642-98-1).

### Collection «Histoire des reines de France»
Au sein de cette collection des éditions Pygmalion, comprenant des ouvrages de Philippe Delorme, Henri Pigaillem, Michel Combet Christiane Gil, Anne Bernet a signé les ouvrages suivants :
- Clotilde, épouse de Clovis, Éditions Pygmalion, coll. « Histoire des reines de France », Paris, 2005, 294 p.-[8] p. de planches illustrées,  (ISBN 978-2-85704-998-2), (BNF 40094672) ;
- Radegonde, épouse de Clotaire Ier, éditions Pygmalion, coll. « Histoire des reines de France », Paris, 2007, 367 p.-8 p. de planches illustrées,  (ISBN 978-2-7564-0042-6), (BNF 41142468).
- Frédégonde, épouse de Chilpéric Ier, éditions Pygmalion, coll. « Histoire des reines de France », Paris, 2012,  (ISBN 978-2-7564-0178-2).
- Brunehaut, épouse de Sigebert Ier, éditions Pygmalion, coll. « Histoire des reines de France », Paris, 2014,  (ISBN 978-2-7564-0554-4).

### Romans historiques pour la jeunesse
- Série « La Route d'Avallon » :
  - Les Navires de pierre (illustrations de « Étienne »), éditions Clovis, coll. « Le Lys d'or », Bitche, 1996, 277 p.,  (ISBN 2-903122-81-4), (BNF 35852949) ;
  - Le Fléau de Dieu (illustrations de « Étienne »), éditions Clovis, coll. « Le Lys d'or », Étampes, 1997, 359 p., [ISBN erroné selon le catalogue général de la Bibliothèque nationale de France], (BNF 36183290).
- Série « Le Signe de l'Ichtus » :
  - Les Enfants du Palatin (texte d'Anne Bernet, illustrations de Franck Marest), éditions Clovis, coll. « Le Lys d'or », Étampes, décembre 2007, 267 p.,  (ISBN 978-2-35005-027-0) ;
  - Titus Clemens (texte d'Anne Bernet, illustrations de Xavier Christin), éditions Clovis, coll. « Le Lys d'or », Étampes, novembre 2008, 264 p.,  (ISBN 978-2-35005-032-4), (BNF 42082807) ;
  - Les Prisonniers des îles, (texte d'Anne Bernet, illustrations de Xavier Christin), éditions Clovis, coll. « Le Lys d'or », Étampes, 2009, pagination et numéro ISBN inconnus.